# Yaquina Bay State Recreation Site
Der Yaquina Bay State Recreation Site liegt westlich der Stadt Newport im Lincoln County in Oregon im Westen der USA, direkt an der Pazifikküste. Im Süden des 13 ha Parks befindet sich die Yaquina Bay, durch die der Yaquina River fließt, im Osten grenzt er an den U.S. Highway 101, der hier über die Yaquina Bay Bridge über die Bucht führt. Am nördlichen Parkrand befindet sich das Stadtviertel Nye Beach District von Newport, die Waterfront von Newport liegt in direkter Nachbarschaft.

## Geschichte
1871 errichtete der U.S. Lighthouse Service einen Leuchtturm an der Yaquina Bay, der jedoch bereits 1874 zugunsten des Leuchtturms Yaquina Head aufgegeben wurde. Das Gelände um den alten Leuchtturm  wurde dem Staat Oregon 1934 und 1971 vom Lighthouse Service übertragen. In den 1930er Jahren errichtete eine Abteilung des Civilian Conservation Corps Wege und andere Einrichtungen im Parkgebiet. Die Molen, die die Einfahrt in die Yaquina Bay gegen die Wellen schützen, wurden zwischen 1888 und 1896 gebaut. Die nördliche dieser Molen befindet sich im Park. 

## Angebote
Der Park ist mit Parkplätzen, befestigten Wegen, überdachten Picknickplätzen mit Tischen und Grill sowie öffentlichen Toiletten und Zugang zum Stand ausgestattet, ein Campingplatz ist nicht vorhanden. Ein ausgeschilderter, etwa 4 km langer Rundweg führt durch den Park. Neben dem Strand im Süden, ist ein Teil der Pazifikküste des Parks bewaldete Steilküste, von hier oben, wie auch vom etwas nördlich gelegenen Yaquina Head kann der Zug der Grauwale entlang der Pazifikküste beobachtet werden. Weiterhin befindet sich ein Denkmal zu Ehren der auf See gebliebenen Fischer und der historische Leuchtturm Yaquina Bay Lighthouse im Park. Der Eintritt in den Park, der vom Oregon Parks and Recreation Department unterhalten wird, ist kostenfrei.